# Maotherium
Il maoterio (gen. Maotherium) è un mammifero estinto, vissuto nel Cretaceo inferiore (circa 120 milioni di anni fa). I suoi resti sono stati ritrovati in Cina, nel famoso giacimento di Liaoning.

## Significato dei fossili
Descritto per la prima volta nel 2003, questo animale è considerato un tipico rappresentante del gruppo dei simmetrodonti (Symmetrodonta), che comprende piccoli mammiferi primitivi caratteristici del Mesozoico. I molari di questi mammiferi erano appuntiti e a disposizione triangolare. Per molto tempo gli unici resti fossili di questi mammiferi (conosciuti fin dagli anni '20) furono la caratteristica dentatura e le mascelle. Solo nel nuovo millennio vennero alla luce numerosi resti fossili in Cina, che hanno permesso la ricostruzione di alcuni simmetrodonti (Maotherium, Zhangheotherium e Akidolestes). Un particolare fossile di Maotherium, appartenente alla specie M. sinensis, conserva tracce di pelo, così come quelli di altri mammiferi primitivi rinvenuti nello stesso giacimento di Liaoning (Eomaia, Sinodelphys).
Il fossile di un'altra specie di Maotherium (M. asiaticus), descritto nel 2009, conserva perfettamente la struttura dell'orecchio medio: ciò ha permesso di gettare nuova luce sull'evoluzione dell'orecchio medio dei mammiferi. Nei mammiferi odierni, infatti, la cartilagine di Meckel appare durante lo sviluppo ma scompare prima dell'età adulta; in Maotherium asiaticus, invece, non solo questa cartilagine è rimasta nella forma adulta, ma è anche diventata un osso. Questo passaggio evolutivo potrebbe rappresentare un esempio di eterocronia, ovvero un cambio nel tempo di sviluppo.
Maotherium presenterebbe caratteristiche evolutive superate rispetto ai mammiferi suoi contemporanei, conservando il legame tra l'orecchio medio e l'osso della mandibola. Questo a dimostrazione del fatto che l'orecchio medio dei mammiferi si è sviluppato in diverse fasi, seguendo tappe non regolari.

## Significato del nome
Il nome Maotherium si riferisce al capo di Stato cinese Mao Zedong, e significa “bestia di Mao”.